# Idaea xanthodeta
Idaea xanthodeta là một loài bướm đêm trong họ Geometridae.